# L'Invitée (roman)
Pour les articles homonymes, voir L'Invitée.
L'Invitée est le premier roman de Simone de Beauvoir, publié en 1943 aux éditions Gallimard. Il est inspiré de l'histoire du ménage à trois constitué de Jean-Paul Sartre, Simone de Beauvoir et Olga Kosakiewicz.

## Historique
Le roman est pressenti pour le prix Goncourt qui sera finalement décerné à Passage de l'homme de Marius Grout.

## Résumé
Pierre et Françoise forment un couple libre, observé avec admiration et jalousie par leur entourage. Françoise s'est prise d'affection pour une jeune femme qui vit à Rouen et peine à définir son avenir : Xavière. Elle décide de l'accueillir à Paris pour tenter de la guider.
Par son attitude désinvolte, Xavière va amener Françoise à s'interroger sur son existence et sa relation avec Pierre, afin d'assumer sa liberté et celle des autres.

## Personnages
La liste des personnages du roman gravitant autour du trio Xavière, Pierre et Françoise est importante.
- Pierre Labrousse, réalisateur et metteur en scène, comédien,
- Françoise Miquel, son assistante et sa compagne,
- Xavière Pagès, jeune rouennaise, oisive, puérile, est cornaquée par Françoise pour qu'elle se prenne en main,
- Élisabeth Labrousse, peintre, sœur de Pierre,
- Claude, amant d'Élisabeth,
- Suzanne, épouse de Claude,
- Gerbert, comédien de la troupe,
- Guimiot, comédien de la troupe

## Éditions
- Éditions Gallimard, coll. « Blanche », 1943
- LGF, coll. « Le Livre de poche » no 793-794, 1963
- Éditions Gallimard, coll. « Folio » no 94, 1972
- Éditions Gallimard, coll. « Folio » no 768, 1977